# Champaquí

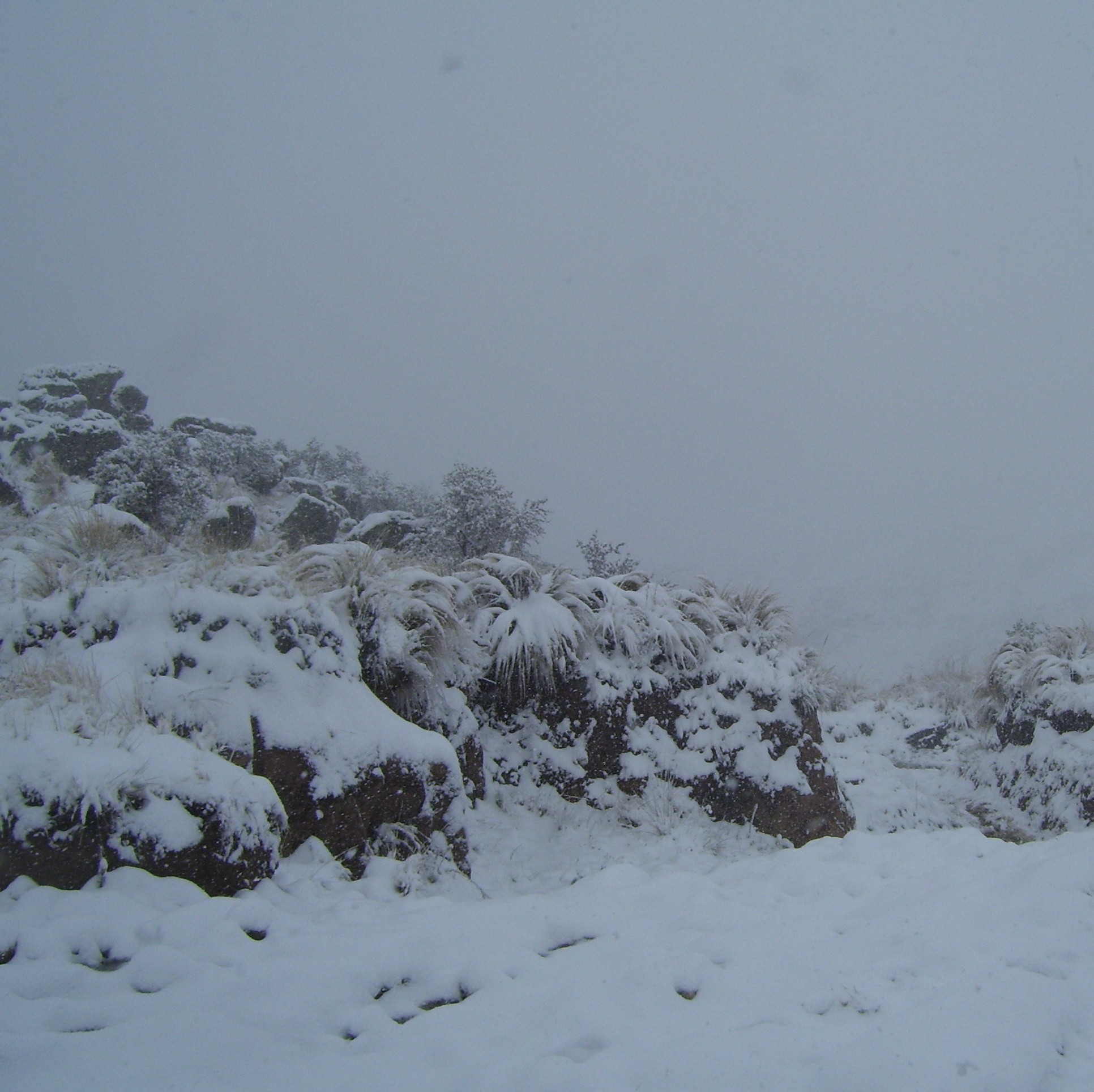
La ladera oeste del Cerro Champaquí luego de una nevada.

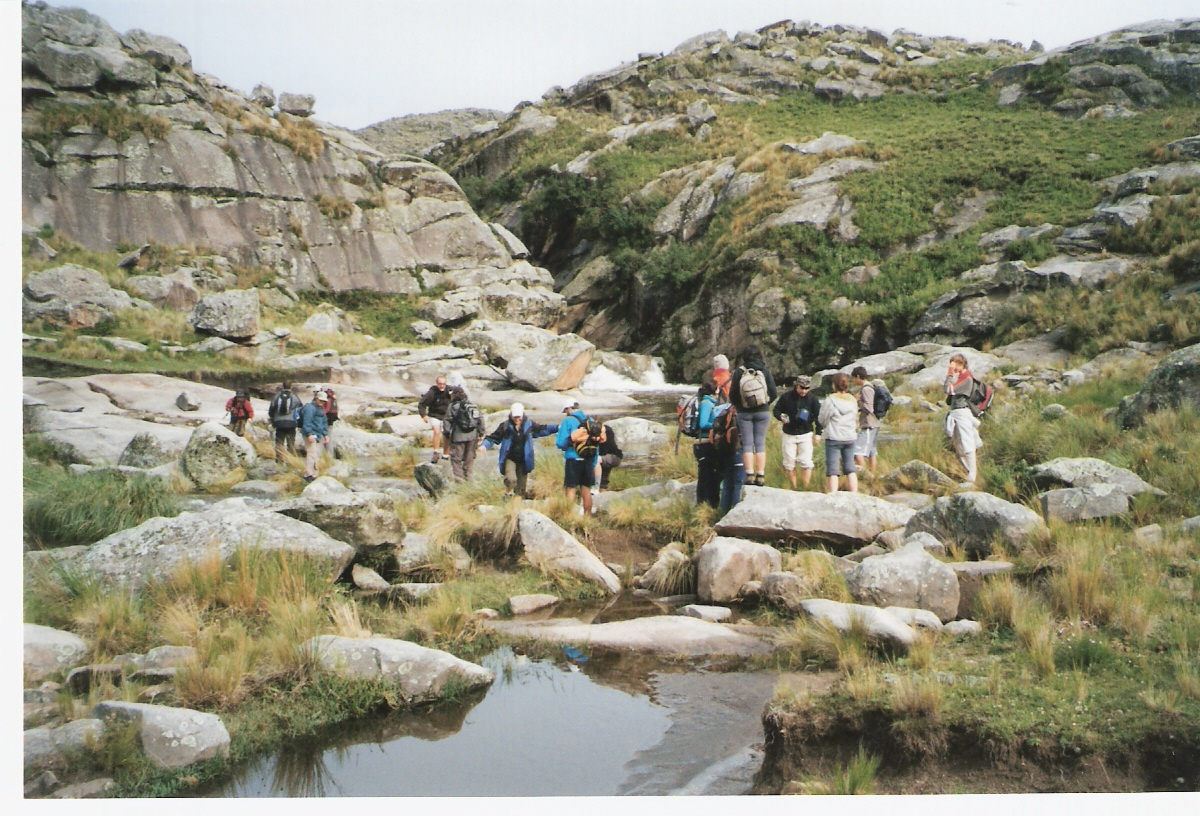
Grupo de montañistas en el cerro Champaquí.

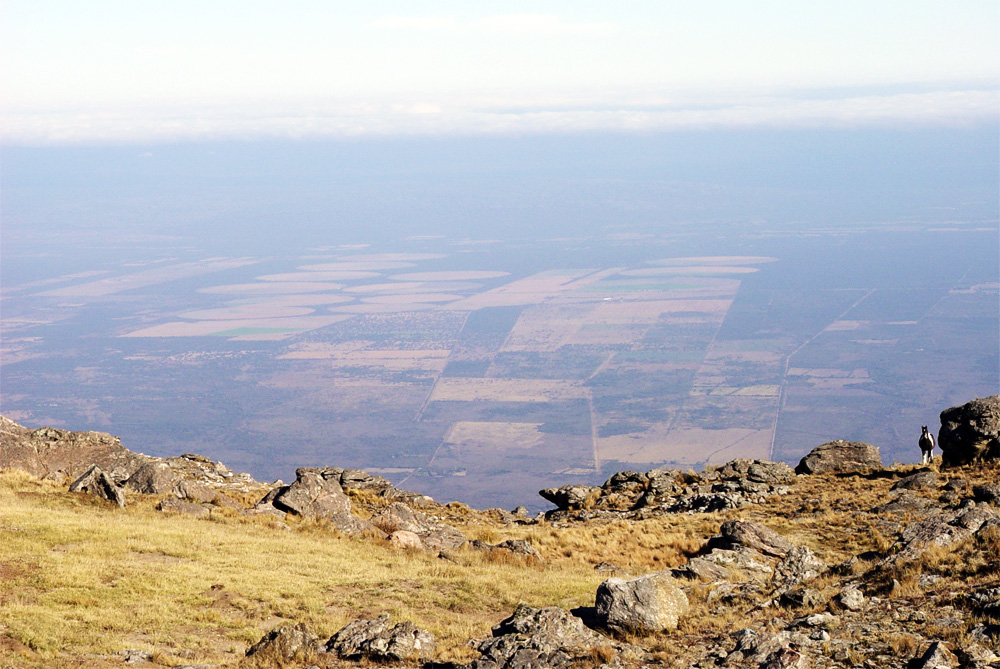
Valle de Traslasierra desde el Champaquí

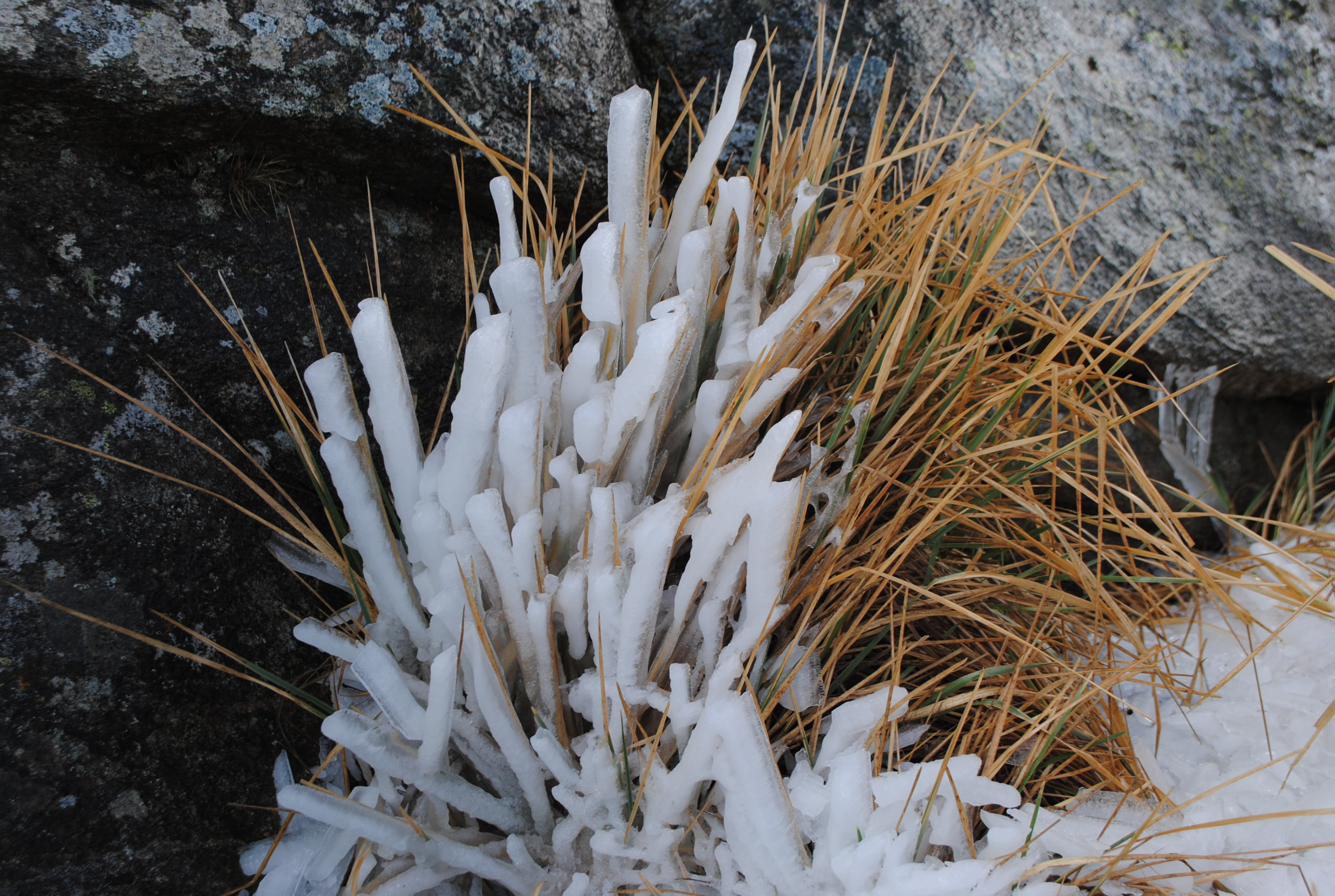
Pastos luego de una tormenta de nieve cerca de la cima

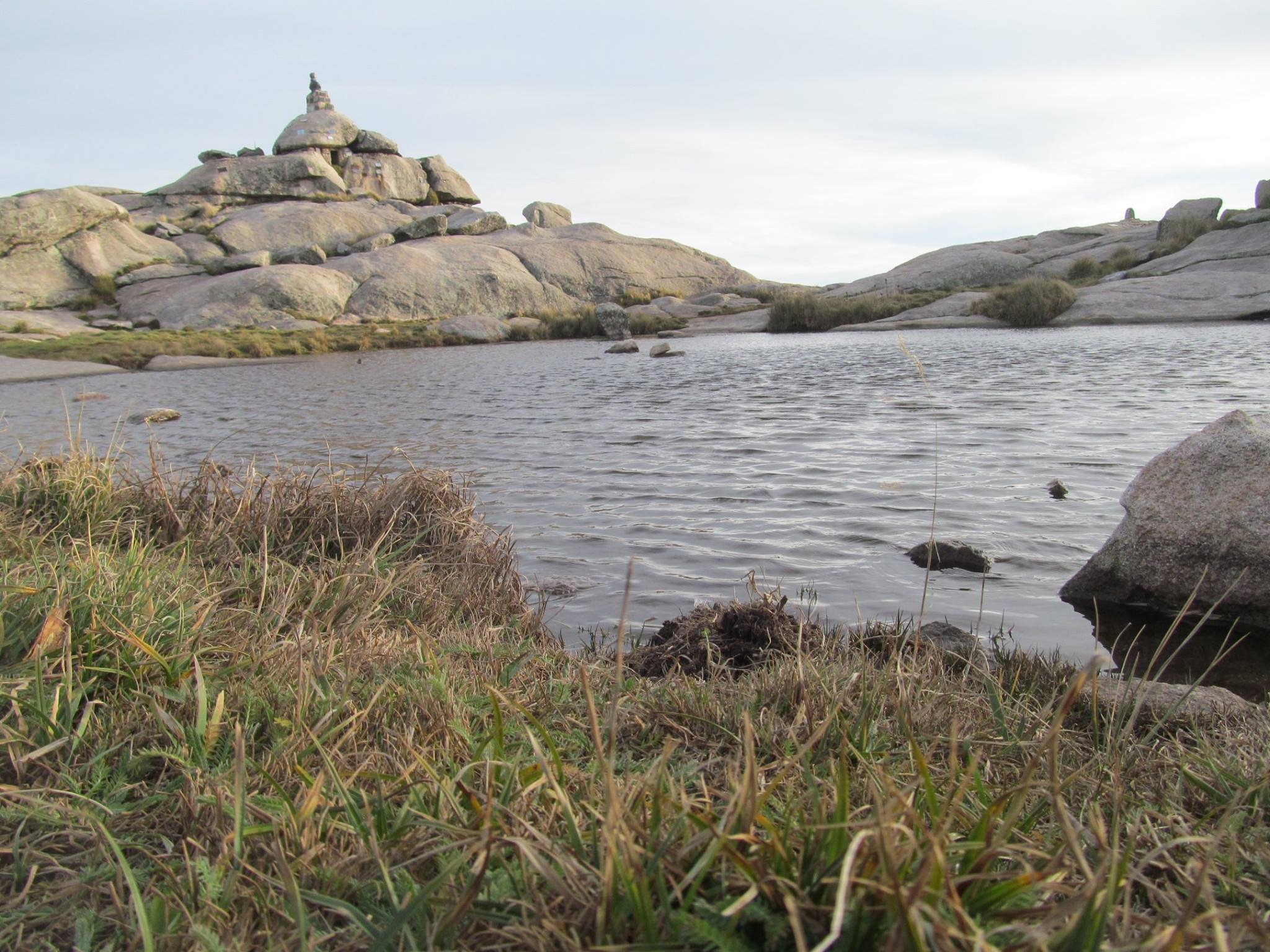
Vista de la laguna en la cumbre del Cerro Champaquí.

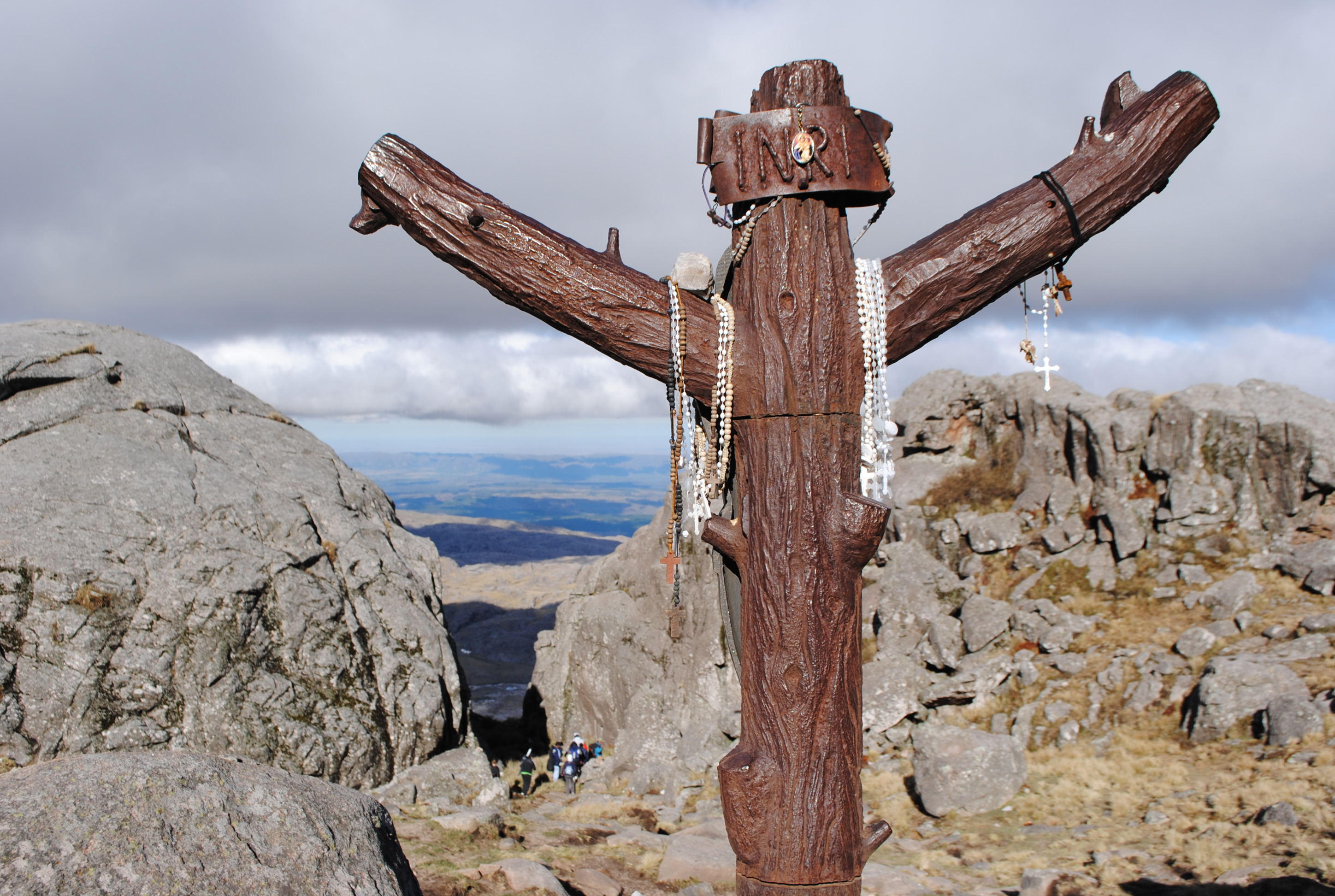
Escultura cerca de la cima lado oriental

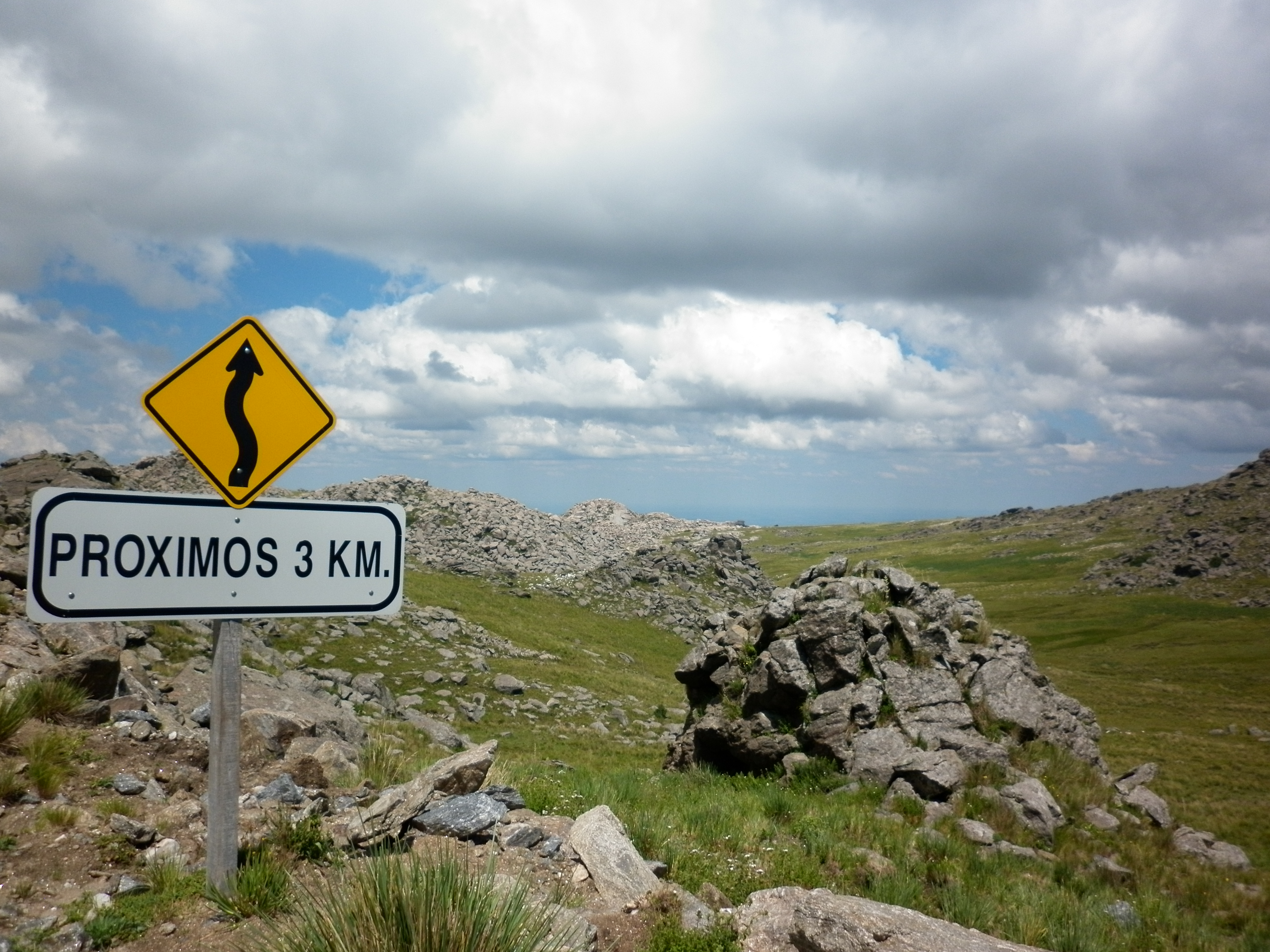
Señalización cercana al Cerro Champaquí situada sobre el acceso por la vertiente oriental

El Champaquí es un cerro localizado en el oeste de la provincia argentina de Córdoba. Es el pico más alto de dicha provincia, con una altura de 2790 m s. n. m. Es considerada la segunda Maravilla Natural de Córdoba.

## Ubicación
El cerro o Monte Champaquí se ubica en el sector más occidental de las Sierras de Córdoba conocido como Sierras Grandes. Inmediatamente al este de esta cumbre se encuentra el Valle de Calamuchita mientras que al oeste se extiende el Valle de Traslasierra. Este cerro, representa el límite austral de la Pampa de Achala.

## Etimología
Se supone que la lagunilla de su cima ha dado origen al nombre del cerro, que significa en comechingón: «Agua en la cabeza», es decir, «en la cumbre».

## Descripción
Esta montaña presenta pendientes medianamente abruptas hacia el oeste, siendo sus faldeos orientales los más suaves. Su entorno constituye el Monumento Natural Champaquí.

## La cima
Desde su cima se pueden admirar extensos paisajes entre los que se observan serranías, «pampas», bosques, valles y lagos. En las proximidades de su cima se ubica una pequeña laguna que se congela desde aproximadamente fines de abril hasta principios de agosto. Pruebas recientes indicarían que la laguna del Cerro Champaquí es obra de un volcán inactivo.

## Acceso

### Por la vertiente oriental
Por su vertiente oriental se accede a este cerro de la siguiente manera: Desde la RPN° 5 en Santa Rosa de Calamuchita se toma la RPN° 228 hasta Yacanto de Calamuchita desde allí sale un camino de tierra que llega hasta la base del cerro. Distancias aproximadas: a Yacanto de Calamuchita unos 42 km; a Santa Rosa de Calamuchita unos 70 km y a Embalse (Córdoba) unos 100 km.

### Por la vertiente occidental
Desde el Valle de Traslasierra, es decir, por la vertiente occidental, el acceso es más escarpado y se suele tener por base a la localidad de Villa de Las Rosas y Los Molles, un pequeño pueblo ubicado al pie del cerro.